# Michelle Gorgone
Michelle Gorgone (* 18. Oktober 1983 in Sudbury) ist eine ehemalige US-amerikanische Snowboarderin. Sie startete in den Paralleldisziplinen und nahm an zwei Olympischen Winterspielen sowie vier Snowboard-Weltmeisterschaften teil.

## Werdegang
Gorgone trat international erstmals bei den Juniorenweltmeisterschaften 1999 auf der Seiser Alm in Erscheinung. Dort errang sie den 31. Platz im Riesenslalom. Ihr Debüt im Snowboard-Weltcup gab sie im November 1999 in Mont Sainte-Anne, welches sie auf dem 39. Platz im Riesenslalom beendete. In der Saison 2000/01 siegte sie zweimal im Continental-Cup und errang bei den Juniorenweltmeisterschaften 2001 in Nassfeld den 14. Platz im Parallel-Riesenslalom. In den folgenden Jahren gewann sie bei den Juniorenweltmeisterschaften 2002 in Rovaniemi die Silbermedaille und bei den Juniorenweltmeisterschaften 2003 in Prato Nevoso die Bronzemedaille im Parallel-Riesenslalom. Zudem belegte sie bei den Snowboard-Weltmeisterschaften 2003 am Kreischberg den 38. Platz im Parallelslalom und den 32. Rang im Parallel-Riesenslalom. Zu Beginn der Saison 2003/04 erreichte sie in Whistler mit Platz drei im Parallel-Riesenslalom ihre erste Podestplatzierung und zugleich erste Top-Zehn-Platzierung im Weltcup. Im weiteren Saisonverlauf kam sie fünfmal unter die ersten Zehn und errang damit den 14. Platz im Parallel-Weltcup. Zudem holte sie in Copper Mountain und in Breckenridge ihre ersten Siege im Nor-Am-Cup. In der folgenden Saison belegte sie im Weltcup sieben Top-Zehn-Platzierungen, darunter zweite Plätze im Parallel-Riesenslalom in Sapporo sowie in Lake Placid. Sie erreichte damit den sechsten Platz im Parallel-Weltcup ihr bestes Gesamtergebnis im Weltcup. Außerdem siegte sie erneut beim Nor-Am-Cup in Copper Mountain und in Breckenridge. Beim Saisonhöhepunkt, den Snowboard-Weltmeisterschaften 2005 in Whistler, wurde sie im Parallelslalom sowie im Parallel-Riesenslalom jeweils Elfte. In der Saison 2005/06 holte sie im Parallel-Riesenslalom in Okemo ihren fünften Sieg im Nor-Am-Cup und errang im Februar 2006 in Turin bei ihrer ersten Olympiateilnahme den 22. Platz im Parallel-Riesenslalom. Im Weltcup kam sie mit drei Top-Zehn-Platzierungen, darunter Platz drei im Parallel-Riesenslalom in Furano, auf den 11. Platz im Parallel-Weltcup.
In der folgenden Saison triumphierte Gorgone beim Nor-Am-Cup im Sunshine Village und fuhr bei den Snowboard-Weltmeisterschaften 2007 in Arosa auf den 18. Platz im Parallelslalom und auf den 13. Rang im Parallel-Riesenslalom. In der Saison 2007/08 errang sie mit je zwei ersten sowie zweiten Plätzen den dritten Platz in der Parallel-Wertung des Nor-Am-Cups ihre beste Platzierung in dieser Rennserie. Nachdem Plätzen 24 und vier zu Beginn der Saison 2008/09 beim Nor-Am-Cup in Copper Mountain, kam sie im Weltcup fünfmal unter den ersten Zehn. Dabei wurde sie Zweite im Parallelslalom in Arosa sowie Dritte im Parallel-Riesenslalom in La Molina und errang damit den 18. Platz im Gesamtweltcup sowie den achten Platz im Parallel-Weltcup. Beim Saisonhöhepunkt, den Snowboard-Weltmeisterschaften 2009 in Gangwon, belegte sie den 30. Platz im Parallel-Riesenslalom und den siebten Rang im Parallelslalom. In ihrer letzten aktiven Saison 2009/10 holte sie im Riesenslalom in Copper Mountain ihren neunten Sieg im Nor-Am-Cup und absolvierte im Stoneham ihren 90. und damit letzten Weltcup, welchen sie auf dem 12. Platz im Parallel-Riesenslalom beendete. Bei den Olympischen Winterspielen 2010 in Vancouver errang sie den 14. Platz im Parallel-Riesenslalom.

## Teilnahmen an Weltmeisterschaften und Olympischen Winterspielen

### Olympische Winterspiele
- 2006 Turin: 22. Platz Parallel-Riesenslalom
- 2010 Vancouver: 14. Platz Parallel-Riesenslalom

### Snowboard-Weltmeisterschaften
- 2003 Kreischberg: 32. Platz Parallel-Riesenslalom, 38. Platz Parallelslalom
- 2005 Whistler: 11. Platz Parallel-Riesenslalom, 11. Platz Parallelslalom
- 2007 Arosa: 13. Platz Parallel-Riesenslalom, 18. Platz Parallelslalom
- 2009 Gangwon: 7. Platz Parallelslalom, 30. Platz Parallel-Riesenslalom

## Weltcup-Gesamtplatzierungen
| Saison    | Gesamt | Gesamt | Parallel | Parallel | Parallel-Riesenslalom | Parallel-Riesenslalom | Parallelslalom | Parallelslalom |
| Saison    | Punkte | Platz  | Punkte   | Platz    | Punkte                | Platz                 | Punkte         | Platz          |
| --------- | ------ | ------ | -------- | -------- | --------------------- | --------------------- | -------------- | -------------- |
| 1999/2000 | 2      | 127.   | -        | -        | -                     | -                     | -              | -              |
| 2001/02   | -      | -      | 310      | 27.      | 192                   | 47.                   | 134            | 50.            |
| 2002/03   | -      | -      | 691      | 33.      | -                     | -                     | -              | -              |
| 2003/04   | -      | -      | 3117     | 14.      | -                     | -                     | -              | -              |
| 2004/05   | -      | -      | 3938     | 6.       | -                     | -                     | -              | -              |
| 2005/06   | 2216   | 33.    | 2216     | 11.      | -                     | -                     | -              | -              |
| 2006/07   | 1340   | 41.    | 1340     | 21.      | -                     | -                     | -              | -              |
| 2007/08   | 1579   | 44.    | 1579     | 20.      | -                     | -                     | -              | -              |
| 2008/09   | 3035   | 18.    | 3035     | 8.       | -                     | -                     | -              | -              |
| 2009/10   | 760    | 31.    | 760      | 71.      | -                     | -                     | -              | -              |